# Roodhalsregenbooglori
De roodhalsregenbooglori (Trichoglossus rubritorquis) is een lori uit de familie Psittaculidae (papegaaien van de Oude Wereld).

## Kenmerken
Deze vogelsoort is lang beschouwd als een ondersoort van de regenbooglori (T. haematodus rubritorquis). De vogel lijkt in uiterlijk en gedrag erg op de regenbooglori, het verschil is de rode kleur op de nek en het achterhoofd. Geen enkele andere soort regenbooglori heeft dit kenmerk.

## Verspreiding en leefgebied
Deze soort komt oorspronkelijk alleen voor in het noorden van Australië, in het noordwesten van de deelstaat West-Australië, in Northern Territory en het uiterste noordwesten van Queensland.